# Eagle (New York)
Eagle város az USA New York államában, Wyoming megyében. Lakosainak száma 1105 fő (2020. április 1.).

## Története
Eagle városát 1817-ben alapították Arcade városának egyik részéből.

## Népesség
A település népességének változása:
| Lakosok száma | 1194 | 1192 | 1105 |
|               | 2000 | 2010 | 2020 |